# Otis (film)
Otis is een Amerikaanse direct-naar-dvd-film uit 2008 onder regie van Tony Krantz. De productie is bedoeld als satirische versie van een horrorfilm.

## Verhaal
Otis Broth (Bostin Christopher) is een veertigjarige seriemoordenaar. Hij heeft een obsessie voor Kim (die nooit in beeld verschijnt), de vrouw van zijn broer Elmo (Kevin Pollak), een hardwerkende burgerman die regelmatig komt kijken hoe het met Otis gaat. Otis ontvoert daarom vrouwen die hij ontmoet tijdens zijn werk in de avonduren als pizzabezorger. Deze dwingt hij vervolgens om in eenzame opsluiting zichzelf voor Kim uit te geven. Zo beeldt Otis zijn fantasieën over Kim uit in door hem bedachte rollenspellen, waartoe hij zijn slachtoffers met geweld dwingt. Hij laat ze onder meer met hem op 'afspraakjes' gaan en naar de prom. Vijf van hen zijn daarbij inmiddels overleden, hoewel de laatste dode 'Kim' (Tarah Paige) een ongelukje was. Zij viel tegelijk met een elektrisch apparaat in bad en werd geëlektrocuteerd.
Tijdens het bezorgen van een pizza bij de familie Lawson doet dochter Riley (Ashley Johnson) open. Otis is meteen weg van haar en ontvoert haar de volgende dag. Zij speelt het spelletje zodanig met hem mee dat ze in leven blijft en na verloop van tijd kans ziet te ontsnappen. Ze belt haar moeder Kate (Illeana Douglas) op, zodat haar familie haar kan ophalen en naar het ziekenhuis kan brengen.
Rileys familieleden hebben gedurende de tijd dat Riley bij Otis was de incompetente en egocentrische agent Hotchkiss (Jere Burns) over de vloer gehad. Omdat ze er totaal geen vertrouwen in hebben dat deze Otis aan een in hun ogen rechtvaardige straf gaat helpen, besluiten moeder Kate, vader Will (Daniel Stern) en op en top puberende broer Reed (Jared Kusnitz) deze zelf te gaan bestraffen. Ze vragen Riley niets over de dader te vertellen aan Hotchkiss en vertrekken bewapend met huis- tuin- en keukenapparatuur naar het huis van Otis om deze te gaan martelen. Ze beseffen daarbij alleen niet dat degene die ze eenmaal aangekomen te grazen nemen niet Otis is, maar broer Elmo.